# Casas de Lázaro
Casas de Lázaro község Spanyolországban, Albacete tartományban. Lakosainak száma 311 fő (2024).

## Földrajza
Casas de Lázaro Alcadozo, Balazote, San Pedro, Peñas de San Pedro, Peñascosa, Masegoso és Alcaraz községekkel határos.

## Népesség
A település lakosságának változását az alábbi diagram mutatja:
| Lakosok száma | 431  | 422  | 442  | 451  | 475  | 386  | 380  | 363  | 328  | 311  |
|               | 2001 | 2004 | 2006 | 2009 | 2011 | 2014 | 2016 | 2019 | 2021 | 2024 |